# Louis Jani
Louis Jani (* 6. prosince 1957 Montréal) je bývalý kanadský (francouzský) zápasník – judista.

## Sportovní kariéra
Vyrůstal ve Francii v Paříži, kde začal s judem v 11 letech. V 19 se vrátil do rodného Montréalu studovat na McGillově univerzitě. Zároveň pokračoval v tréninku juda v klubu Shidokan pod vedením Hiroshi Nakamuriho. V roce 1976 dostal v nominaci na domácí olympijské hry v Montréalu přednost zkušenější Rainer Fischer. V kanadské mužské reprezentaci se
Louis Jani prosazoval od roku 1977 ve střední váze do 86 kg. V roce 1980 ho jako vítěze panamerických her 1979 připravil o start na olympijských hrách v Moskvě kanadský bojkot.
V roce 1984 startoval za neúčasti sportovců z východního bloku na olympijských hrách v Los Angeles s reálnou šancí na zisk olympijské medaile. Takticky však nezvládl zápas úvodního kola se západním Němcem Marcem Meiligem, se kterým prohrál po verdiktu sudích na praporky (hantei). V roce 1988 na olympijských hrách v Soulu opět nepřešel přes úvodní kolo, když nečekaně snadno podlehl na ippon po 20 sekundách zápasu Novozélanďanovi Billu Vincentovi. Od roku 1989 startoval ve vyšší váze, do 95 kg. V roce 1992 prohrál kanadskou nominaci na olympijské hry v Barceloně s mladým Patrickem Robergem. Sportovní kariéru ukončil po vystoupení na domácím mistrovství světa v Hamiltonu v roce 1993. Věnuje se trenérské práci.

## Výsledky
| Turnaj                  | 1978         | 1979         | 1980         | 1981         | 1982         | 1983         | 1984         | 1985         | 1986         | 1987         | 1988         | 1989           | 1990           | 1991           | 1992           | 1993           |
| Turnaj                  | 21           | 22           | 23           | 24           | 25           | 26           | 27           | 28           | 29           | 30           | 31           | 32             | 33             | 34             | 35             | 36             |
| Turnaj                  | střední váha | střední váha | střední váha | střední váha | střední váha | střední váha | střední váha | střední váha | střední váha | střední váha | střední váha | polotěžká váha | polotěžká váha | polotěžká váha | polotěžká váha | polotěžká váha |
| ----------------------- | ------------ | ------------ | ------------ | ------------ | ------------ | ------------ | ------------ | ------------ | ------------ | ------------ | ------------ | -------------- | -------------- | -------------- | -------------- | -------------- |
| Olympijské hry          |              |              | —            |              |              |              | úč.          |              |              |              | úč.          |                |                |                | —              |                |
| Mistrovství světa       |              | úč.          |              | —            |              | úč.          |              | úč.          |              | —            |              | —              |                | úč.            |                | úč.            |
| Panamerické hry         |              | 1.           |              |              |              | 1.           |              |              |              | ?            |              |                |                | ?              |                |                |
| Panamerické mistrovství | 3.           |              | ?            |              | 1.           |              | —            | 3.           | ?            |              | ?            |                | —              |                | —              |                |